# Anisostichium
Anisostichium là một chi rêu trong họ Bryaceae.